# Ceratomyxa quingdaoensis
Ceratomyxa quingdaoensis is een microscopische parasiet uit de familie Ceratomyxidae. Ceratomyxa quingdaoensis werd in 2003 beschreven door Zhao & Song. 